# Liste des ducs de Mazovie
La liste des ducs de Mazovie énumère les souverains qui ont gouverné le duché de Mazovie et les territoires issus de son démembrement. Les ducs de Mazovie appartiennent à la dynastie Piast.

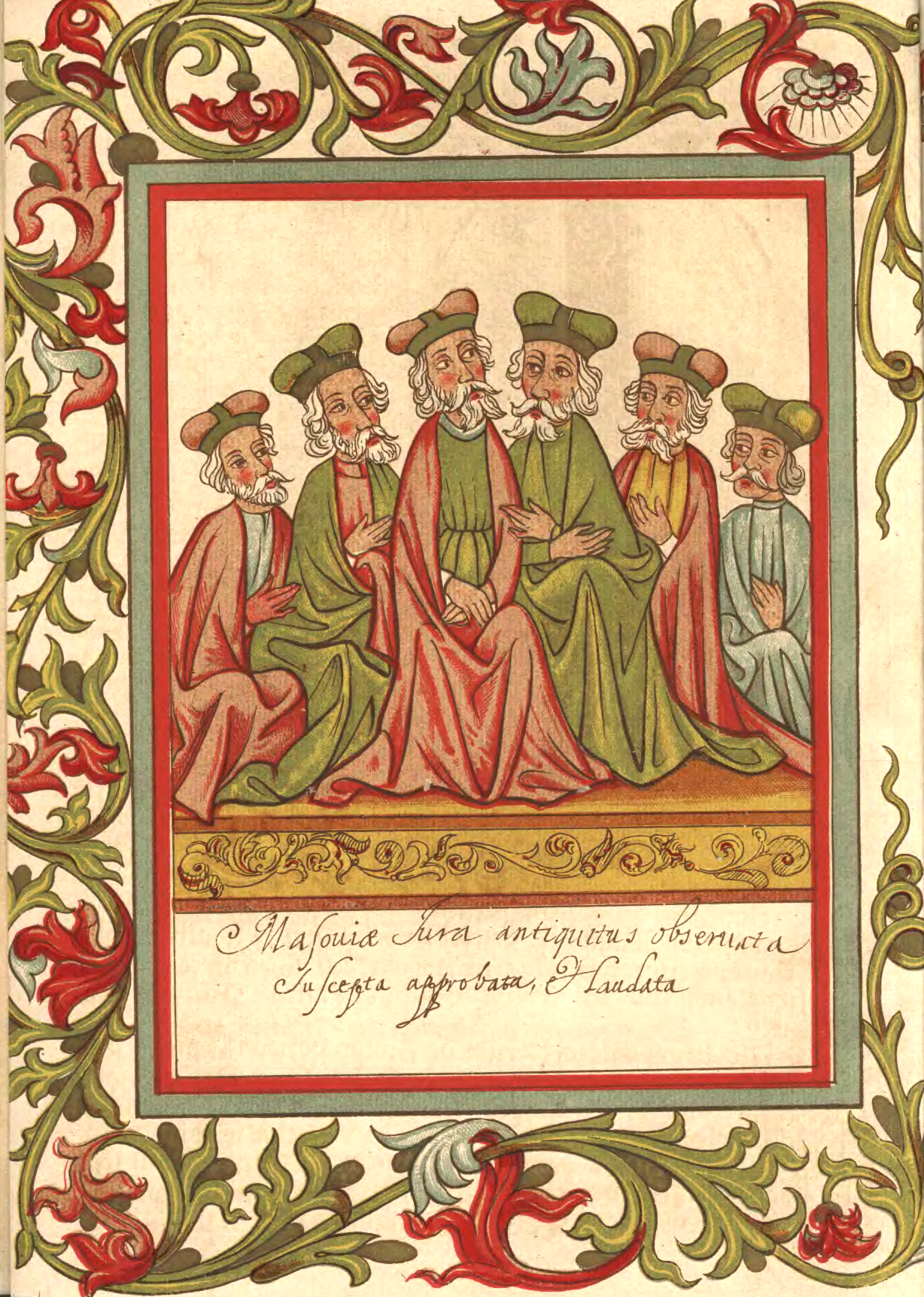
Ducs de Mazovie en 1450

Blason de la Voïvodie de Mazovie

## Duché deMazovie-Cujavie
1138-1173 – Boleslas IV le Frisé (Bolesław IV Kędzierzawy) (fils de Boleslas III le Bouche-Torse) 
1173-1186 – Lech (Leszek Mazowiecki) (fils de Boleslas IV le Frisé) 
1186-1194 – Casimir II le Juste (Kazimierz II Sprawiedliwy) (fils de Boleslas III le Bouche-Torse)
1194-1200 – Hélène (la veuve de Casimir II le Juste assure la régence au nom de ses deux fils Lech le Blanc et Conrad Ier)
1200-1247 – Conrad Ier (Konrad I Mazowiecki) (fils de Casimir II le Juste)

## Duché deMazovie(Płock)
1229-1248 – Boleslas Ier (Bolesław I Mazowiecki) (fils de Conrad Ier de Mazovie, il devient le duc du nord de la Mazovie en 1233 et hérite de tout le duché de Mazovie en 1247)
1247-1262 – Siemovit Ier (Siemowit I Mazowiecki) (fils de Conrad Ier de Mazovie, il devient le duc de Czersk en 1247 et hérite de tout le duché de Mazovie en 1248, à l’exception de la région de Dobrzyń)
1262-1264 – Perejesława de Galicie (la veuve de Siemovit Ier de Mazovie assure la régence)
1264-1275 - Conrad II (Konrad II Czerski) et Boleslas II (Bolesław II Mazowiecki) (fils de Siemovit Ier de Mazovie, ils gouvernent ensemble sur toute la Mazovie)

## Duché deCzersk
1275-1294 – Conrad II (Konrad II Czerski) (fils de Siemovit Ier de Mazovie, il devient duc de Czersk en 1275 lorsque la Mazovie est partagée entre son frère et lui)

## Duché dePłock
1275-1294 – Boleslas II (Bolesław II Mazowiecki) (fils de Siemovit Ier de Mazovie, il devient duc de Płock en 1275 lorsque la Mazovie est partagée entre son frère et lui)

## Duché deMazovie
1294-1313 – Boleslas II (Bolesław II Mazowiecki) (à la mort de son frère Conrad II de Czersk, il devient le souverain de toute la Mazovie) 

## Duché deRawa

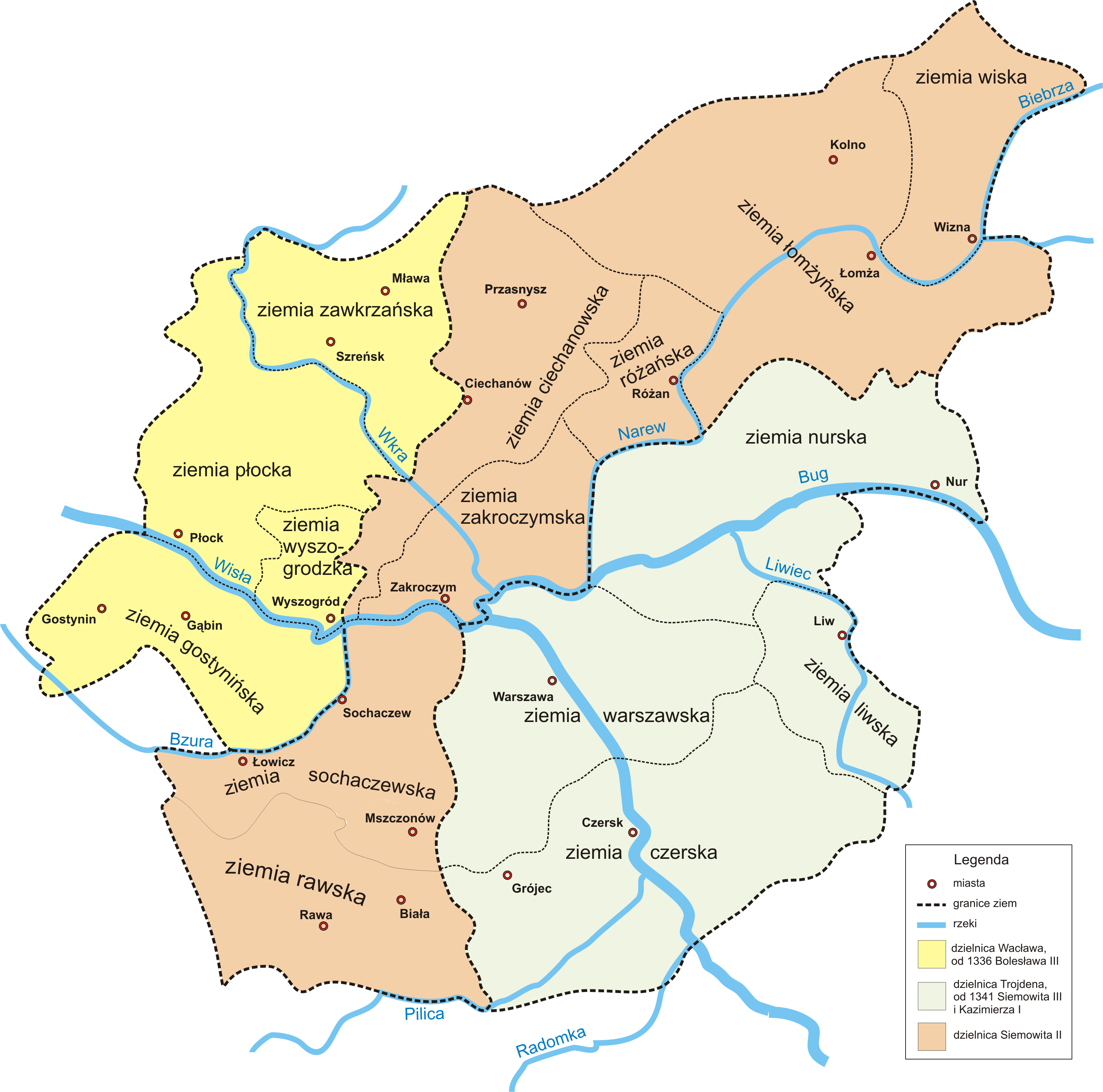
Divisions de la Mazovie
(1313-1345)

1310-1345 – Siemovit II (Siemowit II Rawski) (fils de Boleslas II de Mazovie) 
En 1345, ses neveux (les fils de Trojden Ier de Czersk) se partagent le duché de Rawa. 

## Duché deVarsovieet deCzersk
1310-1341 – Trojden Ier (Trojden I Czerski) (fils de Boleslas II de Mazovie) 
1341-1355 – Casimir Ier (Kazimierz I Warszawski) (fils de Trojden Ier de Czersk, il devient vassal de la Pologne en 1351)
En 1355, le duché de Varsovie et de Czersk est réunifié avec le reste de la Mazovie.

## Duché dePłock
1313-1336 – Wacław (Wacław Płocki) (fils de Boleslas II de Mazovie, il devient vassal de la Bohême en 1329)
1336-1351 – Boleslas III (Bolesław III Płocki) (fils de Wacław de Płock, vassal de la Bohême)
En 1351, le duché de Płock est partagé entre la Pologne et la Mazovie. 
En 1370, tout le duché de Płock revient à la Mazovie.

## Principauté deGalicie-Volhynie
1323-1340 – Boleslas Georges II (Bolesław Jerzy II Trojdenowicz) (fils de Trojden Ier de Czersk, il règne sur la Galicie-Volhynie)
De 1340 à 1366, la Pologne s’empare progressivement de la Galicie. 

## Duché deMazovie
1341-1381 – Siemovit III (Siemowit III Mazowiecki) (fils de Trojden Ier de Czersk, il œuvre à la réunification du duché de Mazovie) 

## Duché dePłock

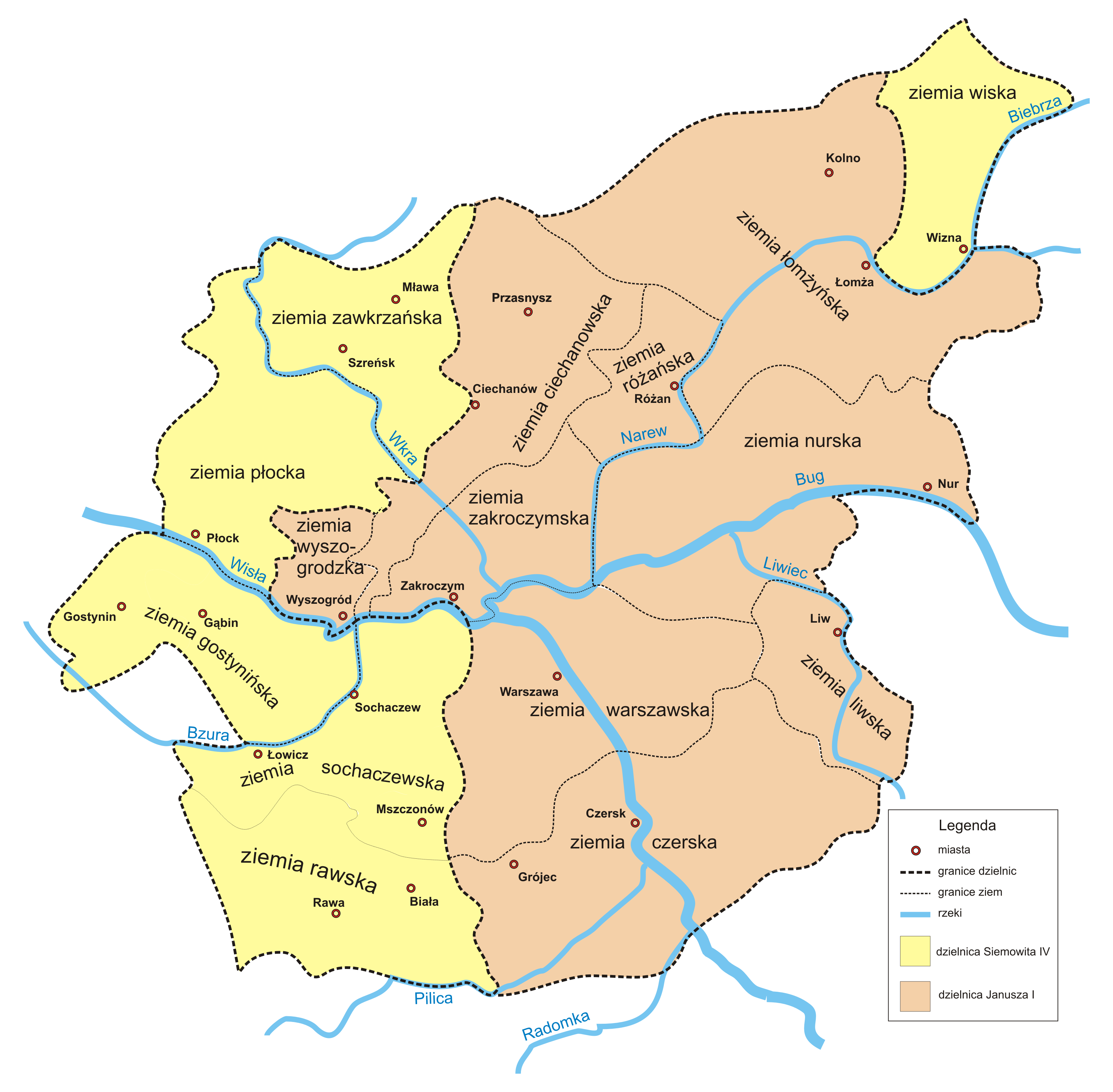
Divisions de la Mazovie
(1381-1426)

1373/4-1426 – Siemovit IV (Siemowit IV Płocki) (fils de Siemovit III de Mazovie, il devient vassal de la Pologne en 1386) 
1426-1427 – Trojden II (Trojden II Płocki) (fils de Siemovit IV, il gouverne avec ses frères)

## Duché deRawa
1426-1442 – Siemovit V (Siemowit V Rawski) (fils de Siemovit IV de Płock) 
En 1442, le duché de Rawa est annexé par le duché de Płock (à l’exception de Gostynin, qui est conservé par Marguerite de Racibórz (Małgorzata Raciborska), la veuve de Siemovit V de Rawa, jusqu’en 1459) 

## Duché deBełz
1426-1442 – Casimir II (Kazimierz II Bełski) (fils de Siemovit IV de Płock) 
En 1442, le duché de Bełz est annexé par le duché de Płock.

## Duché dePłock
1426-1455 – Ladislas Ier (Władysław I Płocki) (fils de Siemovit IV de Płock) 
1455-1481 – Anne d’Oleśnica (Anna Oleśnicka) (la veuve de Ladislas Ier de Płock conserve Sochaczew jusqu’en 1476, ensuite reçoit la jouissance de Koło et Mszczonów jusqu’en 1481)
1455-1461/ 2 – Siemovit VI (Siemowit VI Płocki) et Ladislas II (Władysław II Płocki) (fils de Ladislas Ier de Płock, ils ne gouvernent plus que sur la région de Gostynin à partir de 1459)
1455-1459, 1462 – Paweł Giżycki (l’évêque de Płock, assure la régence)
En 1462, Gostynin, Rawa et Bełz sont annexés par la Pologne, Płock, Płońsk, Zawkrze et Wizna sont annexés par le duché de Varsovie.

## Duché deVarsovie
1373/4-1429 – Janusz Ier l’Aîné (Janusz I Starszy) (fils de Siemovit III de Mazovie, il devient vassal de la Pologne en 1386 et duc de Podlasie en 1391)
1429-1436 – Anne de Lituanie (Anna Kijowska) (la veuve de Janusz Ier assure la régence)
1436-1454 – Boleslas IV (Bolesław IV Warszawski) (fils de Boleslas Januszowic et petit-fils de Janusz Ier, duc de Podlasie) de 1440 à 1444) 
1454-1462 – Barbara de Russie (Barbara Ruska) et Paweł Giżycki (la veuve de Boleslas IV de Varsovie et l’évêque de Płock assurent la régence)

## Duché dePłock
1454-1475 – Casimir III (Kazimierz III Płocki) (fils de Boleslas IV de Varsovie, il abdique en 1475 lorsqu'il devient évêque de Płock) 
1471-1495 – Janusz II (Janusz II Płocki) (fils de Boleslas IV de Varsovie, il règne sur Ciechanów et Łomża, puis succède à son frère lorsque celui-ci abdique en 1475) 
En 1495, le duché de Płock est annexé par la Pologne.

## Duché deVarsovie
1471-1488 – Boleslas V (Bolesław V Warszawski) (fils de Boleslas IV de Varsovie, il règne sur les régions de Varsovie et de Nur) 
En 1488, les régions de Varsovie et de Nur retournent au duché de Mazovie.

## Duché deMazovie
1454-1503 – Conrad III le Roux (Konrad III Rudy) (fils de Boleslas IV de Varsovie, il réunifie la plupart des territoires mazoviens non annexés par la Pologne) 
1503-1518 – Anne Radziwill (Anna Radziwiłł) (veuve de Conrad III le Roux, elle assure la régence)
1518-1524 – Stanislas (Stanisław Mazowiecki) (fils de Conrad III le Roux, il partage le pouvoir avec son frère)
1518-1526 – Janusz III (Janusz III Mazowiecki) (fils de Conrad III le Roux, il partage le pouvoir avec son frère jusqu’en 1524)
En 1526, la Mazovie est incorporée à la Pologne.

## Mise en garde
Certaines dates sont approximatives.